# Hochwasserrückhaltebecken Reutal
Das Hochwasserrückhaltebecken Reutal, auch Reutalsee genannt, ist ein Stausee im Reutal bei Niederstetten, Stadtteil Wildentierbach, im Main-Tauber-Kreis, Baden-Württemberg. Ein Erddamm staut den Wildentierbach und den Talbach, der Abfluss Wildentierbach des Rückhaltebeckens vereint sich nach weniger als einem halben Kilometer mit einem weiteren Bach zum Reutalbach, der dann im nächsten größeren Dorf Oberstetten in den Tauber-Nebenfluss Vorbach mündet.
Für den Betrieb ist der Wasserverband Kaiserstraße zuständig. Neben dem Hochwasserschutz dient das Hochwasserrückhaltebecken auch als Naherholungsgebiet. Es wurde 1980 fertiggestellt und im Jahr 2003 saniert. Dabei bekam es im Betriebsgebäude als Pilotprojekt eine moderne Steueranlage mit Datendokumentation.